# Museu do Café Francisco Schmidt
O museu do café Francisco Schmidt é um museu localizado na cidade de Ribeirão Preto, interior do Estado de São Paulo, região Sudeste do Brasil.
O museu está dentro no campus da Universidade de São Paulo e abriga objetos que relatam o cotidiano vivido por imigrantes, escravos e barões, retratando a história do café e em meio ao seu acervo, encontramos coleção de moinhos, máquina de beneficiar café, grãos de diferentes tipos, entre outras peças.

## História
Plínio Travassos dos Santos criou do museu do café para homenagear a cultura desta planta e com verbas da administração municipal, começou a reunir e colecionar objetos relacionados ao assunto. Com a antiga casa sede da fazenda Monte Alegre e o acervo organizado, Plínio inaugurou o museu em 1955 com a denominação de Francisco Schmidt, barão do café que por anos foi o proprietário da fazenda onde se localiza o museu. Em virtude do valor histórico do local, houve o tombamento municipal do museu e seu acervo.